# Dorothea Jordan
Dorothea Jordan (nata Dorothea Bland; Waterford, 21 novembre 1761 – Saint-Cloud, 5 luglio 1816) è stata un'attrice teatrale e cortigiana anglo-irlandese, e l'amante e compagna del futuro re Guglielmo IV del Regno Unito, per vent'anni mentre costui era Duca di Clarence. Insieme ebbero dieci figli illegittimi, ognuno dei quali prese il cognome FitzClarence.

## Infanzia
Nacque Dorothea (qualche volta chiamata Dorothy o Dora) Bland nei dintorni di Waterford in Irlanda, figlia di Francis Bland (m. 1778) e della sua amante, Grace Phillips. Era nipote per parte di padre di Nathaneal Bland (m. 1760), vicario generale di Ardfert e Agadhoe, e Giudice della Prerogative Court di Dublino e di sua moglie Lucy (nata Heaton).
Nel 1774, quando aveva 13 anni, il padre di Dorothea, che lavorava come macchinista di scena, abbandonò la famiglia per sposare un'attrice irlandese. Anche se continuò a sostenere la famiglia, inviando loro misere somme di denaro, loro erano poveri e Dorothea dovette andare a lavorare per contribuire a sostenere i suoi quattro fratelli. Sua madre, un'attrice di professione, vide del potenziale di Dorothea e la mise sul palcoscenico.

## Vita sul palcoscenico e prime relazioni
Divenne una famosa attrice del momento e si diceva avesse le gambe più belle mai viste sul palcoscenico.
Il pubblico godeva delle sue performance in abiti maschili.
Assunse il nome di "Mrs. Jordan", poiché era lievemente più rispettabile per una donna sposata essere sul palcoscenico. Infatti, non c'era nessun "Mr. Jordan" e Dorothea Bland non si sposò mai. Alcune fonti dichiarano che il nome e il titolo furono assunti per nascondere una gravidanza precoce. Ebbe una relazione con il suo primo capo, Richard Daly, l'impresario del Theatre Royal di Cork, che era sposato, da cui ebbe una figlia illegittima, Frances (n. 1782 Dublino), all'età di 20 anni.
In Inghilterra, ebbe una relazione di breve durata con un tenente dell'esercito, Charles Doyne, che le propose di sposarlo. Ma lei rifiutò e andò a lavorare per la compagnia teatrale gestita da Tate Wilkinson. Fu a quel punto che adottò il nome di "Mrs. Jordan" – un riferimento alla sua fuga attraverso il Mare d'Irlanda, paragonato al Fiume Giordano.
Poco tempo dopo la fine della relazione con Wilkinson, cominciò una relazione con George Inchbald, il primo uomo della compagnia di Wilkinson. Secondo Claire Tomalin, la biografa di Dorothea, Dorothea avrebbe sposato Inchbald, talmente ne era innamorata, ma lui non glielo chiese mai. Con il cuore spezzato, lo lasciò nel 1786 per cominciare una relazione con Sir Richard Ford, un magistrato ed avvocato. Si trasferì con Ford quando egli le promise di sposarla. Ebbero tre figli, un maschio dalla vita breve e due femmine. Lo lasciò per cominciare una relazione con il Duca di Clarence, una volta resasi conto che Ford non era mai stato intenzionato a sposarla.

## Relazione con Guglielmo IV
Bella, spiritosa ed intelligente, la Jordan presto attirò l'attenzione di uomini facoltosi. Diventò l'amante di Guglielmo, Duca di Clarence, poi Re Guglielmo IV, nel 1791, vivendo con lui a Bushy House, e sembrava non essersi interessata alla politica o agli intrighi politici che spesso si muovevano nei retroscena delle corti reali. Continuò la sua carriera recitativa, e faceva pubbliche apparizioni con il Duca quando necessario. Dal Duca, ebbe dieci figli, di cui perse la custodia nel 1811, quando la relazione terminò.  

## Vita successiva
Nel 1811, quando lei e il Duca si separarono, le fu dato uno stipendio annuale e la custodia delle loro figlie femmine, mentre egli mantenne la custodia dei loro figli maschi. Parte del suo stipendio includevano il denaro per la cura dei figli con una clausola affermava che, al fine di continuare a ricevere quei soldi, e mantenere la custodia, Dorothea non doveva tornare sul palcoscenico. nel 1814, quando un genero si indebitò fortemente, Dorothea ritornò sul palcoscenico per aiutarlo ad estinguere il debito. Una volta che il Duca apprese la notizia di ciò, levo le rimanenti figlie dalle sue cure, e si riprese il suo stipendio annuale. Per evitare i creditori, fuggì in Francia nel 1815 e morì a Saint-Cloud, vicino a Parigi, in povertà appena un anno dopo.

## Discendenza
Da Guglielmo IV, all'epoca Duca di Clarence, ebbe dieci figli, cinque maschi e cinque femmine. Sebbene il padre li riconobbe tutti e li nobilitò una volta divenuto re, non poté mai legittimarli:
- George FitzClarence, I conte di Munster (29 gennaio 1794 - 20 marzo 1842). Morì suicida.
- Henry FitzClarence (27 marzo 1795 - settembre 1817). Celibe e senza discendenza, morì in India, dove prestava servizio militare.
- Sophia FitzClarence (agosto 1796 - 10 aprile 1837).
- Mary FitzClarence (19 dicembre 1798 - 13 luglio 1864).
- Frederick FitzClarence (9 dicembre 1799 - 30 ottobre 1854).
- Elizabeth FitzClarence (17 gennaio 1801 - 16 gennaio 1856).
- Adolphus FitzClarence (18 febbraio 1802 - 17 maggio 1856). Celibe e senza discendenza.
- Augusta FitzClarence (17 novembre 1803 - 8 dicembre 1865).
- Augustus FitzClarence (1 marzo 1805 - 14 giugno 1854).
- Amelia FitzClarence (21 marzo 1807 - 2 luglio 1858).

Tra i suoi discendenti si annoverano:
- Principessa Alexandra, Duchessa di Fife, nipote di Edoardo VII;
- Principessa Maud, Contessa di Southesk, nipote di Edoardo VII;
- Violet Jacob (1863–1946), scrittrice scozzese;
- Charles FitzClarence (8 maggio 1865 – 2 novembre 1914), generale e beneficiario della Victoria Cross;
- Sir Edward Bellingham (26 gennaio 1879 – 19 maggio 1956), Senatore dello Stato Libero Irlandese;
- Duff Cooper, I Visconte Norwich (22 febbraio 1890 – 1º gennaio 1954), diplomatico britannico, membro del gabinetto e autore;
- Sir Rupert Hart-Davis (28 agosto 1907 – 8 dicembre 1999), editore e letterato;
- William Sidney, I Visconte De L'Isle (23 maggio 1909 – 5 aprile 1991), 15º Governatore Generale dell'Australia, ultimo Governatore Generale britannico;
- Fra Andrew Bertie (1929–2008), principe e Gran Maestro dei Cavalieri Ospitalieri;
- Adam Hart-Davis (nato il 4 luglio 1943), autore, fotografo e broadcaster ;
- Merlin Hay, XXIV conte di Erroll (nato il 20 aprile 1948), membro cross-bench della Camera dei lord;
- John Crichton-Stuart, VII Marchese di Bute (n.1958), aka Johnny Dumfries, ex pilota automobilistico;
- David Cameron (n.1966), Primo ministro del Regno Unito e Leader del Partito Conservatore.